# Storonîbabî, Busk
Storonîbabî (în ucraineană Сторонибаби) este o comună în raionul Busk, regiunea Liov, Ucraina, formată numai din satul de reședință.

## Demografie
Componența lingvistică a comunei Storonîbabî
     Ucraineană (99,38%)
     Alte limbi (0,37%)
Conform recensământului din 2001, majoritatea populației comunei Storonîbabî era vorbitoare de ucraineană (99,38%), existând în minoritate și vorbitori de alte limbi.